# Startracks
Startracks är ett svenskt skivbolag med säte i Stockholm. Skivbolaget startades av Fredrik Holmgren 1993 under namnet Startrec, men bytte senare namn på grund av svårigheter med PRV. Skivbolaget har fokus på rock och indiepop. Skivbolagets distribution sköts sedan 2007 av Bonnier Amigo; tidigare sköttes den av V2 Records innan dessa blev uppköpta av Universal Music.
Under en tid existerade även dotterbolaget Background Beat, på vilket man gav ut skivor mellan 2001 och 2004. Bland de artister givits ut där finns Starmarket, Leiah och Safari on Pluto.

## Artister
- Adam Nilsson
- Algesten
- Bedroom Eyes
- Bring the Drones
- Britta Persson
- Buck
- Candysuck
- Dolce
- Duschpalatset
- Fireside
- Florence Valentin
- Fuck Tornadoes
- Jaffa De Luxe
- J Church
- Johan Airijoki
- Christian Kjellvander
- Kjellvandertonbruket
- Krösus
- Last Days of April
- Leiah
- Lisa Wanloo
- Livboj
- Loosegoats
- Love Antell
- The Lost Patrol
- Ludwig Bell
- Mary's Kids
- Moneybrother
- Monster
- Moonbabies
- Niccokick
- Nine
- Norra Reviret
- Pablo Matisse
- Passagerarnas Rockorkester
- Peter Morén & David Shutrick
- Rasmus Kellerman
- Refused
- Revolvo
- Rome Is Not A Town
- Sara Yasmine
- Safari on Pluto
- Serial Cynic
- Songs of Soil
- Stacks
- Starmarket
- Star Horse
- The Bear Quartet
- The Fine Arts Showcase
- The Wannadies
- Tiger Lou
- Vasas flora och fauna
- Vilma Flood
- Västerbron
- Wendy McNeill
- Kristofer Åström

### Fotnoter
1. ↑  ”Background Beat”. Discogs.com. http://www.discogs.com/label/Background+Beat. Läst 3 mars 2012.